# 万安街道 (成都市)
万安街道，原为万安镇，是中华人民共和国四川省成都市双流区下辖的一个乡镇级行政单位。2019年12月，撤镇设街道，万安街道办事处驻麓山大道二段669号。

## 行政区划
万安街道下辖以下地区：
万安场社区、大石社区、东林社区、石桥社区、韩婆岭社区、城南坡社区、双泉村、开元村和高饭店村。